# Liborio Irigoyen
Liborio María de los Dolores Irigoyen Cárdenas (23 de junio de 1821 - 1890), fue un abogado y político mexicano nacido y fallecido en la ciudad de Mérida, Yucatán, que fue tres veces gobernador de su estado: en el periodo de 1858 a 1859; entre 1861 y 1863 y, finalmente, entre 1873 y 1874. Participó activamentre en la llamada Guerra de Castas, combatiendo la insurrección indígena como capitán de un batallón de la guardia federal.

## Datos históricos
De orígenes vascos, hijo de Manuel De La Trinidad De Irigoyen Rendón y María Guadalupe Martina De Cardenas y Carrillo.
Liborio Irigoyen estudió jurisprudencia en el Seminario Conciliar de San Ildefonso y después en la Universidad de Mérida. Le tocó vivir una época de extrema movilidad política en la península de Yucatán; los gobernantes se sucedían unos a otros con gran frecuencia: entre 1850 y 1860 hubo 15 gobernadores en el estado. Fue en ese entonces cuando se escindió la región peninsular y se separó el actual estado de Campeche del Yucatán decimonónico. Se sufrían también las consecuencias de la guerra civil yucateca denominada guerra de castas que había dado inicio en 1847.
Fue parte del grupo liberal encabezado por el dirigente Miguel Barbachano y Tarrazo. El 1 de octubre de 1858 llegó a la gubernatura del estado por medio de una proclama que se hizo por la armas y que depuso a su predecesor, Martín Francisco Peraza. Su gestión, breve, fue criticada por el intenso comercio que se dio en esa época de indígenas mayas entre la península de Yucatán y Cuba. Pedro de Acereto, que ayudó a llevarlo al poder, contribuyó también a su caída, poniendo a Pablo Castellanos en su lugar. Al poco tiempo, en 1860, Irigoyen se levantó nuevamente en armas y en esta ocasión persiguió a los Acereto, padre e hijo, que murieron asesinados.
Apoyado por el gobernador de Campeche, Pablo García, Irigoyen retorna al poder en Yucatán en 1861. Durante su nuevo gobierno que duró hasta 1863, promulgó una nueva Constitución en 1862. También promulgó otras leyes secundarias sobre la administración de la justicia, sobre el régimen interior de los pueblos y sobre instrucción pública.
Una nueva revuelta se inició en 1863 que destituyó a Irigoyen llevando a Felipe Navarrete al poder. Este, al tomar posesión del gobierno, decidió el exilio de Irigoyen hacia La Habana, de donde este regresó años después para retirarse a la vida privada. Cuando Manuel Cepeda Peraza inició la lucha en la península de Yucatán en contra del régimen imperial de Maximiliano I de México, Liborio Irigoyen ayudó a la causa. Al término de la guerra, restaurada la república en México, Benito Juárez lo nombró magistardo del Tribunal de Circuito en Yucatán.
En 1872, al llegar Vicente Mariscal a hacerse cargo del gobierno de Yucatán, enviado por Juárez, Irigoyen ocupó el cargo de Secretario General de Gobierno. Esto hace que sea el encargado del despacho y actúe como gobernador provisional, entre 1873 y 1874, destacándose por su labor para hacer efectivas las Leyes de Reforma en el estado.
Al término de su labor fue designado magistrado del Tribunal Superior de Justicia de Yucatán, puesto del que se retiró poco antes de su muerte, en 1890, a los 69 años.